# Spionnen en Sabotage
Spionnen en Sabotage (Frans: Escadrille des Cigognes) is het vierde album uit de Franco-Belgische strip Tanguy en Laverdure van Jean-Michel Charlier (scenario) en Albert Uderzo (tekening).
Het verhaal verscheen in voorpublicatie in het Franse stripblad Pilote van 22 februari 1962 (nummer 122) tot en met 31 januari 1963 (nummer 171). In 1964 werd het verhaal in albumvorm uitgegeven door Dargaud/Lombard. Omdat in die tijd albums standaard 46 pagina's waren werd het met vijf pagina's ingekort. In het Nederlands verscheen het verhaal in het stripblad Pep van nummer 39 in 1966 tot nummer 8 in 1967. In 1970 verscheen het in albumvorm door Le Lombard. 
In 2015 verscheen het verhaal opnieuw in de tweede integrale die uitgebracht werd. Het verhaal verscheen nu voor het eerst integraal met alle pagina's. 

## Het verhaal
Tanguy en Laverdure verlaten de vliegbasis in Creil voor die van Longvic te Dijon, waar ze gaan vliegen met de Mirage III. Australië is geïnteresseerd in de aankoop van de Mirages en stuurt majoor Wood en kapitein Rodgers om er proefvluchten mee te maken. De twee worden echter ontvoerd door agenten van een buitenlandse mogendheid die de plannen van de Mirage III in handen willen krijgen. Twee van hen nemen hun plaats in. Aangezien niemand de Australiërs eerder gezien heeft ziet niemand dat het niet de echte Wood en Rodgers zijn die op de basis aankomen. André Tanguy, de vader van Michel en ook piloot, is ook in de basis. Het toeval wil dat hij in 1952 ook een tijd in Australië geweest is. Hier hadden de bedriegers niet op gerekend en ze weten geen antwoorden op de vervelende vragen van André. Een van hen lapt een kelner pootje waardoor het eten op Laverdure belandt en in de commotie gaan de vragen van André verloren. Ze besluiten echter geen risico te nemen en saboteren het vliegtuig van André. Het vliegtuig stort kort na opstijgen neer en Michel probeert zijn vader uit de brandende vuurzee te redden maar ziet dan dat er niemand in zit. Hij springt in een vijver met zijn brandende kleren en treft daar zijn vader aan die naar het ziekenhuis wordt gebracht. Het wordt al snel duidelijk dat het vliegtuig gesaboteerd is. De valse Wood en Rodgers ontdekken dat sergeant Lantier vroeger onder André Tanguy diende en hem niet kon uitstaan. Ze verstoppen een ijzeren staaf op zijn kamer om zo de verdenking op hem te werpen, wat ook lukt. Laverdure begint echter te vermoeden dat er iets aan de hand is met de Australiërs en besluit hen opnieuw te testen. Hij vraagt hen om de cocktail tough guy te maken, die op de basis van Alice Springs gemaakt werd. Wood en Rodgers weten niet wat hij bedoelt, maar ze maken een cocktail die Laverdure uitdrinkt. Hij wordt al snel dronken en wordt naar zijn kamer gebracht. Hij probeert Michel nog te zeggen dat het bedriegers zijn, maar die luistert niet. Enkele uren later wordt Laverdure wakker en merkt op de Rodgers de basis verlaat. Hij verstopt zich in diens auto. Rodgers gaat bellen in een restaurant en Laverdure volgt hem, maar in een spiegel bemerkt Rodgers hem. Hij vlucht weg en knipt de telefoonlijn door en steekt de banden van de wagens die er staan plat. Laverdure leent een fiets, maar daar had Rodgers op gerekend en hij rijdt hem aan en laat hem voor dood achter in de struiken. 
Wood en Rodgers beseffen dat het te heet onder hun voeten wordt en de volgende dag besluiten ze te vluchten. De politie treft Laverdure aan in de struiken en hij kan nog net naar Tanguy bellen om hem te zeggen dat de Australiërs spionnen zijn. Wood is echter al met zijn Mirage vertrokken richting Zwitserland. Tanguy raast hem achterna en bedreigt hem onderweg. Wood wil niet toegeven, maar nadat Tanguy een raket op hem lost bindt hij in en keert hij met Michel terug naar de basis. Rodgers die gevlucht was met de auto is aan de grens aangehouden. 